# أليستير أليوت
أليستير أليوت (بالإنجليزية: Alistair Elliot)‏ هو شاعر بريطاني، ولد في 13 أكتوبر 1932، وتوفي في 3 نوفمبر 2018.

## وصلات خارجية
- أليستير أليوت على موقع قاعدة بيانات برودواي على الإنترنت (الإنجليزية)